# Estádio Governador Bley
O Estádio Governador Bley é um estádio de futebol localizado na cidade de  Vitória, Espírito Santo.
Seu nome é em homenagem ao interventor João Punaro Bley, que governou o estado do Espírito Santo após a Revolução de 1930.
O estádio já teve capacidade aproximada para 15.000 pessoas, hoje, tem capacidade aproximada para 3000 pessoas. Foi a casa do Rio Branco até o ano de 1975, e atualmente pertence ao Instituto Federal do Espírito Santo (IFES).

## História
Foi construído pelo clube mais popular do Espírito Santo, o alvinegro de Jucutuquara, Rio Branco Atlético Clube. Ao ser inaugurado, em 30 de maio de 1936, o Estádio Governador Bley era o terceiro maior do país, símbolo da grandeza do clube, do desenvolvimento de Vitória e um orgulho para o povo capixaba (à época, apenas dois estádios o superavam, São Januário, do Vasco da Gama, e o Estádio das Laranjeiras, do Fluminense, ambos no Rio de Janeiro, a então Capital Federal).
No dia seguinte, em 31 de maio de 1936, a torcida capa-preta lotou todas as dependências para assistir a primeira partida no local, entre Rio Branco e a equipe do Fluminense. O Brancão acabou perdendo por 2 a 0.
Em 28 de julho de 1965, Pelé jogou no estádio quando o Santos venceu o Santo Antônio por 3 a 1, num jogo amistoso. Foi a única partida disputada por Pelé no Espírito Santo, onde marcou 2 gols.
Em 1972, já sob a presidência de Kleber Andrade, o estádio foi vendido à Escola Técnica Federal do Espírito Santo, hoje IFES. O mesmo foi utilizado em partidas oficiais do Rio Branco até o ano de 1974.